# إيفا أليس
إيفا أليس هي لاعبة كرة قدم فرنسية - مغربية، من مواليد 2 يناير 2002، تلعب لنادي نانت الفرنسي في القسم الثالث من الدوري الفرنسي، ولدت في فرنسا، وتلعب للمنتخب المغربي للسيدات دولياً، ولعبت في نادي لومان ونانت في فرنسا.

## مسيرتها
ظهرت أليس لأول مرة مع المغرب في 10 يونيو 2021 بمواجهة ودية مع المنتخب المالي وفاز المنتخب المغربي بنتيجة 3 - 0.

## روابط خارجية
- إيفا أليس على موقع قاعدة بيانات كرة القدم.إي يو (الإنجليزية)
- إيفا أليس على موقع Soccerway.com (الإنجليزية)